# 山本菅助 (二代)
山本菅助（やまもと かんすけ）は、戦国時代から安土桃山時代にかけての武将。甲斐武田氏の家臣。足軽大将。二代山本菅助。

## 略歴
初代山本菅助の子として誕生。「沼津山本家所蔵道鬼ヨリ某迄四代相続仕候覚」『沼津山本家文書』によれば幼名は「兵蔵」、諱は「幸房」とされるが、確実な文書からは確認されない。また、幼名の「兵蔵」も戦国期の慣習からして不自然である点が指摘される。『甲斐国志』では「山本某」として立項し、名を「勘蔵信供」としている。姉婿に十左衛門尉（幸俊）がいる。
『甲陽軍鑑』に拠れば初代菅助は天文12年（1543年）に武田家に仕官し、文書上からも足軽大将としての活動が確認される。初代菅助には男子がなく、天文20年（1551年）に饗庭氏から十左衛門尉を娘婿として迎えていたが、天文22年（1553年）5月11日に二代菅助が出生する。
父の初代菅助は永禄4年（1561年）の第四次川中島の戦いで戦死したといわれ、幼い「兵蔵」は十左衛門尉に後見され育つ。
永禄11年（1568年）に元服し「菅助」を名乗る。同年6月7日には小者合計6人の軍役を課せられている。
「御証文之覚」によれば、二代菅助は天正3年（1575年）5月21日の長篠の戦いにおいて討死する。山本家は十左衛門尉が継ぎ、その後紆余曲折を経て十左衛門尉の子孫が江戸時代も存続する。